# Légende noire espagnole

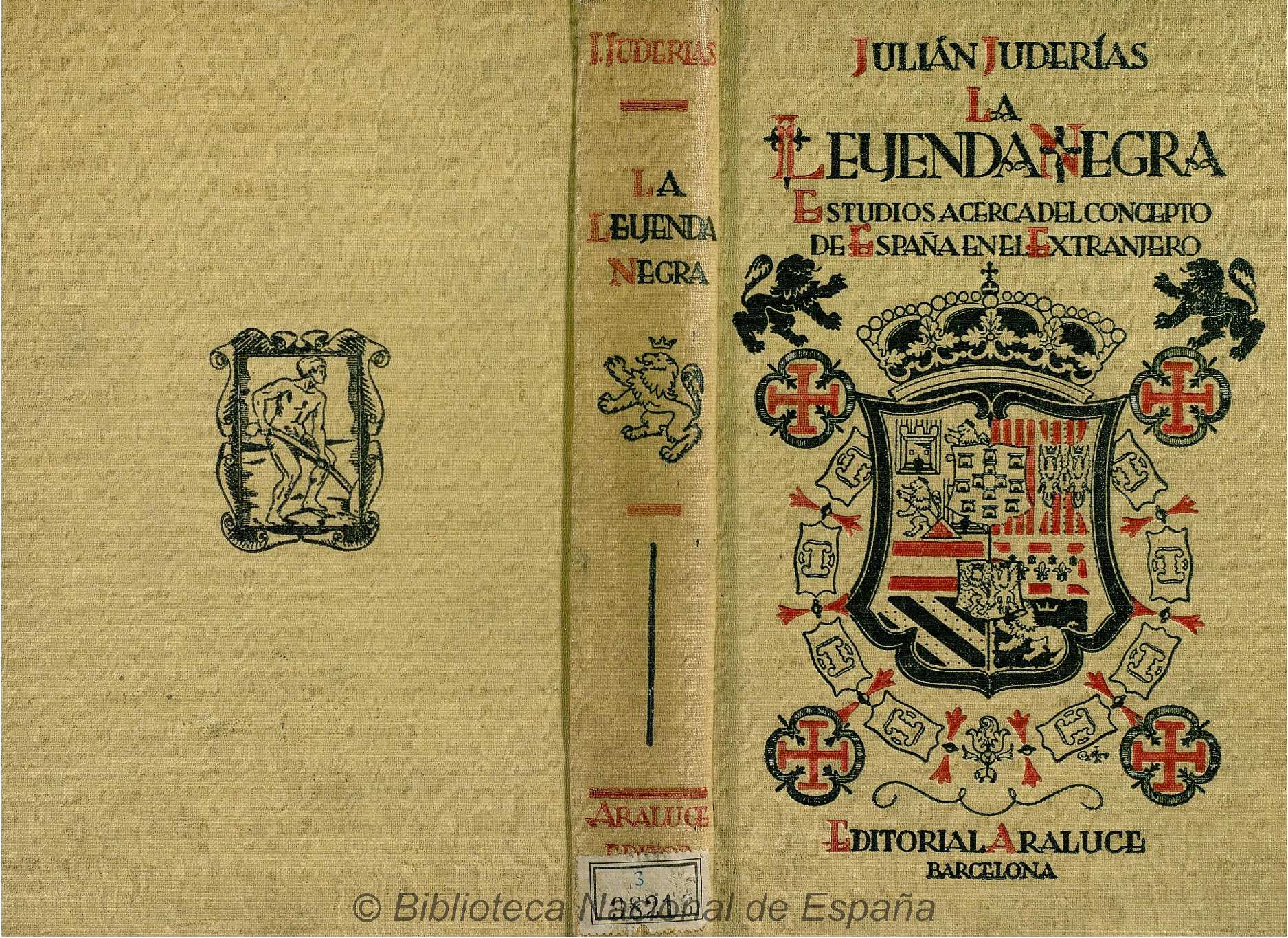
La leyenda negra : Estudios acerca del concepto de España en el Extranjero, par Julián Juderías, 1943.

On appelle légende noire espagnole une perception négative de l'histoire de l'Espagne, associant de façon manichéenne le pays avec l'intolérance, le fanatisme religieux et l'obscurantisme. Le terme fut introduit par Julián Juderías dans un livre paru en 1914, La leyenda negra y la verdad histórica (La Légende noire et la vérité historique).

## Historiographie
Le terme et le concept de « légende noire » ont été appliqués à l'histoire d'Espagne et définis par Julián Juderías dans son ouvrage La leyenda negra y la verdad histórica publié pour la première fois en janvier-février 1914 dans cinq numéros de La Ilustración Española y Americana,. Ils s'appliquent surtout à une vision critique de l'Espagne du XVIe siècle, particulièrement concernant la lutte contre le protestantisme en Europe menée par Philippe II, très diffusée chez certains historiens protestants,.
Julián Juderías n’est pas le premier à utiliser l'expression « légende noire », puisqu’on en trouve trace par exemple dans un discours prononcé en 1899 par Emilia Pardo Bazán, femme de lettres, déjà à propos de l’image de l’Espagne, mais il est le premier à avoir étudié et popularisé ce concept.

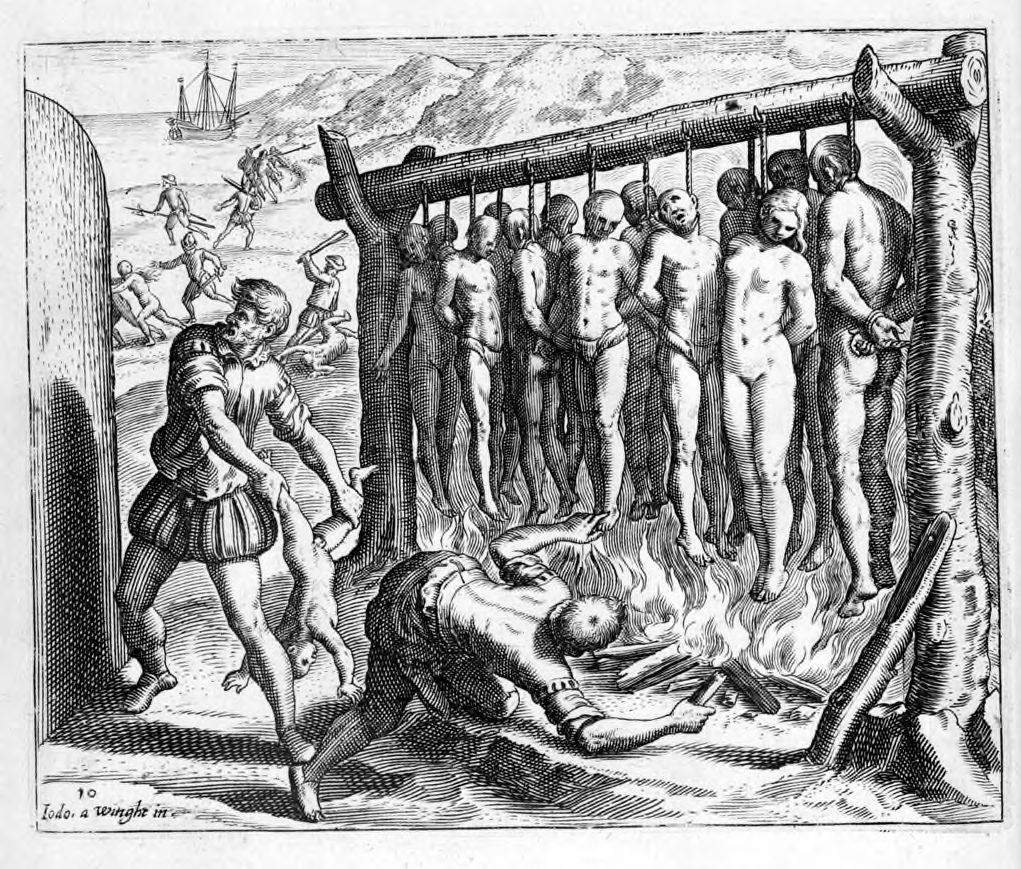
Illustration de Théodore de Bry (1528-1598) inspirée d'un passage de la Brevísima de Bartolomé de las Casas, décrivant des massacres supposés d'enfants amérindiens par les Espagnols.

L'expression est reprise par Rómulo D. Carbia dans son Historia de la Leyenda Negra hispanoamericana de 1943, en insistant davantage sur l'existence d'une légende noire en Amérique. Cette perception historique était en effet largement diffusée aux États-Unis durant le XIXe siècle, et fut notamment mise en avant au cours de la guerre américano-mexicaine (1846) puis lors de la guerre hispano-américaine de 1898, lorsque fut republiée la Brevísima relación de la destrucción de las Indias de Bartolomé de las Casas, qui dénonce sur un ton polémique et avec de nombreuses exagérations les méfaits commis par les colons espagnols lors de la conquête du Nouveau Monde,. En Amérique latine, dès la fin du XVIIIe siècle, des auteurs comme le jésuite péruvien Juan Pablo Viscardo y Guzmán condamnent la colonisation espagnole, qui se résume selon ce dernier à quatre mots : « ingratitude, injustice, servitude et désolation ». Son pamphlet Lettre aux Espagnols-Américains publié en 1799, repris par Francisco de Miranda, entre autres, aura un grand retentissement dans les colonies espagnoles d'Amérique et servira de justification à la future émancipation à l'égard de la Couronne espagnole dans les décennies 1810-1820.
Dans l'historiographie contemporaine, de nombreux spécialistes de l'histoire d'Espagne, comme Bartolomé Bennassar, Jean-Pierre Dedieu ou Gérard Dufour en France, utilisent le concept de « légende noire » pour désigner les exagérations propagées par certains des opposants de l'Inquisition ; leurs recherches remettent notamment en cause le nombre de ses victimes, à certaines époques en particulier, et la fréquence de son utilisation de la torture.
L'historiographie récente attribue également la brutale chute démographique de la population amérindienne davantage au choc bactériologique de l'échange colombien qu'aux violences perpétrées par les Espagnols durant la conquête et la colonisation de l'Amérique, et conteste la nature génocidaire des homicides et des mauvais traitements commis pendant l'empire espagnol.
Dans ces théories, l'expression « légende noire » vise à englober ce que ces auteurs considèrent comme une série de mensonges, de légendes, de manipulations et d'exagérations de vérités historiques sur l'histoire espagnole.
On considère que l'origine de la légende noire espagnole se situe dans les Pays-Bas des Habsbourg à partir de 1580, continuée ensuite en Angleterre et en France, les principaux rivaux européens de la monarchie espagnole. D'autres auteurs notent qu'en fait elle a eu ses prémices quelques décennies plus tôt en Italie. L'historien américain T.F.Madden l'assimile surtout à la propagande anti-espagnole développée par l'Angleterre à la fin du XVIe siècle pendant les guerres anglo-espagnoles. Cela concerne les croisades, l'Inquisition, la colonisation espagnole, et la plupart des autres critiques anticatholiques traditionnelles.
La légende noire espagnole a joué un rôle essentiel dans la constitution nationale de la Belgique au XIXe siècle . Au même siècle, elle a été récupérée aux États Unis pour justifier moralement l'expansion territoriale de la nouvelle nation aux dépens de l'Espagne puis du Mexique.
D'autres auteurs comme Alfredo Alvar (en), Ricardo García Cárcel (es), Lourdes Mateo Bretos et Carmen Iglesias (en) soutiennent toutefois qu'il n'existe pas de légende noire, et qu'il s'agit seulement d'une sorte de complexe négatif que les Espagnols ont eux-mêmes développé sur leur image à l'étranger[réf. souhaitée].

## La « légende rose »
L'expression « légende rose » est construite pour désigner le pendant opposé à la « légende noire ». Née de la propagande pro-espagnole de la Ligue, en France, et du « parti espagnol » en Angleterre, elle insiste sur la probité des Espagnols, leur désintéressement à servir la religion, leurs droits légitimes sur les territoires contestés. Dans le discours de la Ligue, Philippe II est présenté comme un souverain sans visées expansionnistes qui cherche la paix et la protection de la religion. Les propagandistes pro-espagnols répondent à ceux de l'adversaire : contre la dénonciation des persécutions de protestants en Espagne par l'Inquisition espagnole, ils répliquent par des libelles dénonçant les persécutions de catholiques dans l'Angleterre d'Élisabeth Ire. Un jésuite anglais, le père Gérard, publie notamment un livre intitulé Martyrs de l'inquisition anglaise.